# 煤炭坝镇
煤炭坝是中国湖南省宁乡市下辖镇。煤炭坝位于宁乡市中北部，处宁乡与益阳赫山二县区交汇处。地缘上，煤炭坝西连喻家坳乡，南接大成桥乡、回龙铺镇，东界菁华铺乡，北与益阳岳家桥镇接壤。辖域面积73.4平方公里，人口5.3万人（2000年人口普查50,567人）。

## 历史
该镇于1995年由原煤炭坝镇、煤炭坝乡和贺石桥乡合并设立。

## 区划
下辖14个行政村与1个社区，分别为坝塘社区，长新村、繁荣村、油麻田村、金河村、保安村、沩乌村、金洲村、早安村、乐安村、沿江村、铺岭村、龙佳村、鸟鸣村与坝塘村。

## 经济
因出产煤炭得名，煤炭开采为该镇主要经济。截止2017年3月，煤炭开采已经暂停。

## 旅游景点
白石庵，始建于明朝嘉靖（1522年–1566年）时期，汉传佛教寺院。

## 交通
玉煤大道从煤炭坝镇到玉潭街道。
省道S206往东北到菁华铺乡，往西方到益阳市赫山区灰山港镇。
省道S224往西南到横市镇。
县道X092往东南到回龙铺镇，连接省道S209。

## 出身名人
- 贺耀祖，中华民国将领。